# Buchananmedaljen
Buchananmedaljen är en medalj instiftad 1897 av det brittiska Royal Society. Den ges till personer utan hänsyn till nationalitet eller kön som åstadkommit något storslaget inom de medicinska vetenskaperna.
Från början delades medaljen ut vart femte år, men sedan 1994 delas den ut vartannat år. Den är uppkallad efter läkaren George Buchanan.

## Pristagare
- 1897 - John Simon
- 1902 - Sydney Monckton Copeman
- 1907 - William Power
- 1912 - William Crawford Gorgas
- 1917 - Almroth Wright
- 1922 - David Bruce
- 1927 - Major Greenwood
- 1932 - Thorvald Madsen
- 1937 - Frederick Fuller Russell
- 1942 - Wilson Jameson
- 1947 - Edward Mellanby
- 1952 - Rickard Christophers
- 1957 - Neil Hamilton Fairley
- 1962 - Landsborough Thomson
- 1967 - Graham Wilson
- 1972 - Richard Doll
- 1977 - David Evans
- 1982 - Frederick Warner
- 1987 - Gyorgy Karoly Radda
- 1990 - Denis Burkitt
- 1994 - David Weatherall
- 1996 - Norman Ashton
- 1998 - Barry Marshall
- 2000 - William Stanley Peart
- 2002 - Michael Waterfield
- 2004 - David P. Lane
- 2006 - Iain MacIntyre
- 2008 - Christopher Marshall
- 2010 - Peter Cresswell
- 2011 - Stephen Jackson
- 2013 - Douglas Higgs